# Grand Prix Hassan II 2014
Grand Prix Hassan II 2014 — тенісний турнір, що проходив на ґрунтових кортах у місті Касабланка, Марокко з 7 квітня. Належав до категорії ATP World Tour 250.

## Фінальна частина

### Одиночний розряд
Гільєрмо Гарсія-Лопес —  Марсель Гранольєрс 5–7, 6–4, 6–3

### Парний розряд
Жан-Жульєн Роєр /  Горія Текеу —  Томаш Беднарек /  Лукаш Длоуги 6–2, 6–2